# Christoph Schönherr
Christoph Schönherr (* 1952) ist ein deutscher Komponist, Dirigent, Arrangeur und emeritierter Professor an der Hochschule für Musik und Theater Hamburg.

## Werdegang
Schönherr absolvierte sein Musikstudium in Frankfurt am Main, anschließend studierte er Chorleitung bei Helmuth Rilling.
An der Hochschule der Künste in Berlin wurde er zum Dr. phil. promoviert. Er war langjährig als Gymnasiallehrer mit Schwerpunkt Musik tätig und wirkte von 1981 bis 1990 als Dozent an der Universität Duisburg.
Von 1990 bis 1999 hatte er eine Teilzeitprofessur für Ensembleleitung an der Hochschule für Musik Hamburg. Seit 1999 hat er dort einen Lehrstuhl für Schulische Musizierpraxis und ihre Didaktik mit dem Arbeitsschwerpunkt Fragen der Musikvermittlung in Probensituationen inne.

## Arbeitsschwerpunkte
Schönherr leitete seit Mitte der 1970er Jahre Chöre im Bereich Jazz, Pop und Gospel, darunter den Jazzchor der Uni Duisburg, den Jazzchor der Hochschule für Musik Hamburg und ist Gründer und Leiter des klassischen Konzertchores Walddörfer Kantorei Hamburg. Er ist Mitbegründer und künstlerischer Leiter des Internationalen Festvalchores C.H.O.I.R an der Landesmusikakademie Ochsenhausen. Er ist gefragter Gastdirigent und Workshopleiter in vielen europäischen Ländern.
Schönherr ist Herausgeber der Reihe Jazz im Chor und Autor des Handbuches Chorleitung Pop, Jazz, Gospel (Schott).
Er ist zudem Arrangeur und Komponist zahlreicher Werke für Jazzchor.

## Diskographische Hinweise
- Magnificat - The Groovy Version of OX für Solo, Chor und Orchester, 2005
- Missa in tempore incerto für Solo, Chor Orchester
- Hiskia - Oratorium nach Worten des Alten Testaments für Soli, Chor und Orchester (UA 2013 im Rahmen des DEKT)